# Meksikanets
Meksikansk (russisk: Мексиканец) er en sovjetisk spillefilm fra 1955 af Vladimir Kaplunovskij. Filmen er baseret på en novelle fra 1910, "The Mexican", skrevet af den amerikanske forfatter Jack London. 

## Medvirkende
- Oleg Strizjenov som Fernández / Felipe Rivera
- Boris Andrejev som Felipe Vera
- Daniil Sagal som Arellano
- Mark Petrovskij som Ramos
- Nadezjda Rumjantseva som May